# Mahīśāsaka
La scuola Mahīśāsaka è indicata nella tradizione pāli come la prima ad essersi scissa dalla Theravāda tra le sue sotto-scuole. Alcuni monaci theravāda si spostarono da Pāṭaliputra all'antica Mahiṣamaṇḍala a sud, da cui il loro nome. Si erano col tempo stabiliti anche nelle città di Vanavāsī (nel Kanara del nord) e di Mysore, nel Karnatakha e nell'isola di Sri Lanka, dove il pellegrino cinese Fǎxiǎn riferì del suo ritrovamento di una copia del loro Vinaya.
Dei Mahīśāsaka N. Dutt fa risalire l'antichità al primo concilio buddista, a prima dunque della scissione che diede vita alla scuola dei Mahāsāṃghika.  Nel Vinaya dei Theravāda è riferito delle opinioni contrastanti tra Mahākassapa e Purāna di Dakkhiṇāgiri (presso Rājagṛha) su un certo numero di regole del Vinaya, sette secondo i Mahīśāsaka ma otto secondo i Dharmagupta. Il Vinaya dei Mahīśāsaka conferiva un'importanza di primo piano alla personalità di Purāna che, in occasione del primo concilio buddista ne aveva richiesto una seconda recitazione per apportarvi degli emendamenti. Secondo i membri di questa scuola il loro Vinaya sarebbe stato così compilato a partire da quello di Mahākassapa incorporandovi però le sette regole sul cibo di Purāna. Questo dimostrerebbe che Purāna e i suoi seguaci formavano un gruppo autonomo, per quanto non fossero ancora conosciuti con il nome di Mahīśāsaka. Il J. Przyluski cita la stessa vicenda e trae la conclusione che le linee di espansione di questa scuola siano state le stesse dei theravādin, ossia lungo l'asse Kauśāmbī-Bharukaccha per poi estendersi gradualmente fino agli stati costieri, diventando popolare nel Mahiṣamaṇḍala e Avantī, raggiungendo alla fine lo Sri Lanka.
Il catalogo di Nanjio indica il Vinaya dei Mahīśāsaka diviso in questi testi:
1. Pañcavarga-vinaya;
2. Vinaya-karma;
3. Bhikṣu-prātimokṣa;
4. Bhikṣuṇī-prātimokṣa.

L'evoluzione storica della dottrina mahīśāsaka è solitamente divisa in due fasi: quella prima e quella tarda. La prima dottrina mahīśāsaka è concorde con quella Theravāda su un gran numero di punti dottrinali e filosofici, come il rifiuto della dottrina sabbam atthi dei Sarvāstivāda (e l'abbraccio quindi dell'idea che il passato e il futuro non godessero di un'autentica esistenza al contrario del presente) e che il Buddha fosse un comune essere umano. La tarda dottrina mahīśāsaka è invece concorde con quella dei Sarvāstivāda e registra un allontanamento dalle tesi dei Theravāda in contrasto con quelle sarvāstivādin.
Un'iscrizione dell'undicesimo anno del regno di Ehuvula Cāṃtamūla Ⅱ testimonia il fiorire di questa scuola sotto il patronato dei sovrani della dinastia Ikṣvāku, in particolare di Mahādevī, nuora del sovrano, nell'attuale Andhra Pradesh.
Vasumitra, il dotto sarvāstivādin, riteneva i Mahīśāsaka un sottogruppo dei Sarvāstivāda; la tradizione pāli invece li ritiene originati dalla tradizione Theravāda.